# Маме и мајке
Маме и мајке (тур. Analar ve anneler) је турска телевизијска серија, снимана 2015.
У Србији ће се емитовати на телевизији TDC.

## Синопсис
Две младе жене чији животи се неочекивано испреплићу кад обе постану самохране мајке. Почетком 1970. година Кадер која је сироче живи у малом селу у Анатолији и само жели срећан живот с Мустафом. Једне вечери њих двоје одлуче да побегну и венчају се, али успут се задеси несрећа. Но, након трагичне несреће остаје сама у Истанбулу.
С друге стране, ћерка познатог адвоката у Истанбула, Зелиха је паметна и образована жена која је у вези са активистом Муратом, та веза ће је довести у опасност, а на крају ће постати удовица с дететом на путу. Одрасла је имајући све, почиње да погађа факултет када се нађе ухваћена у замку љубави. Сем што је заљубљена, на њу утиче и политичка атмосфера тог доба. Удаје се за Мурата, момка којег је упознала на факултету и који је посебно амбициозан. Њему је на првом месту идеје и своје вредности, а све остало као и вољена Зелиха долазе на друго место. Због њега ће она живети попут политичког прогнаника. Што је још горе, током трудноће постаје удовица.
Након девет месеци, путеви двеју жена ће се укрстити. Ниједна од њих две не зна да ће променити судбину оне друге. Ово је прича о двеју жена које су присиљене да се боре за исто дете...

## Улоге
| Глумац        | Улога   | Епизода |
| ------------- | ------- | ------- |
| Хазар Ергучлу | Кадер   |         |
| Синем Кобал   | Зeлиха  |         |
| Окан Јалабик  | Ајхан   |         |
| Бинур Каја    | Нериман |         |
| Назан Кесал   | Муазез  |         |